# 古イタリア文字

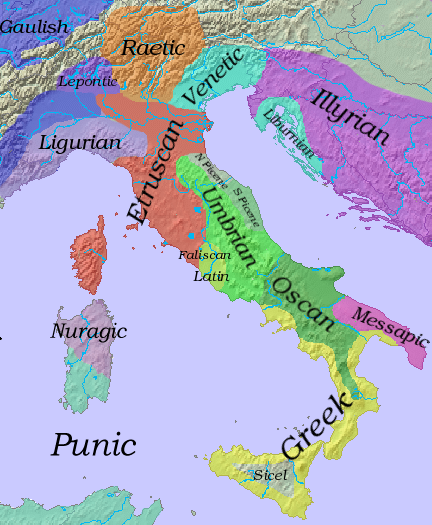
紀元前6世紀のイタリア周辺の言語分布

古イタリア文字（こイタリアもじ）は、古代イタリア地域諸言語の文字の総称を指す。非インド・ヨーロッパ語族および非ギリシア語系民族が用いた。西方ギリシャ文字をそのまま借用、もしくは派生した文字である。
その契機としてエトルリア人が西方ギリシャ文字をそのまま用いて最初期のエトルリア文字とした。その後、この文字はイタリア半島の古代諸言語全般へ派生した。ルーン文字の成立にも影響を与えた。

## 種類

### エトルリア語
エトルリア語のアルファベット表は西方ギリシャ文字の26文字をそのまま採用している。Γ（ガンマ）の字体は、𐌂 が用いられた。
西方ギリシア文字は元はエウボイア島で使用され、そこからイタリア半島（クーマエおよびピテクサエ（イスキア島））へ植民したギリシア人も用いた。これがエトルリア人へ伝えられた。
エトルリア文字は原則として右から左に書かれるが、古代のものは左から右、あるいは牛耕式に書かれたものもある。後期のものはラテン文字の影響によって左から右へ書かれるものもある。最古の碑文は紀元前7世紀のものだが、紀元前1世紀には消滅した。エトルリア文字による碑文は13,000ほど残っている。
ただしエトルリア語で実際にアルファベット表の文字全てが用いられたわけではなく、エトルリア語には無い音（母音/o/や有声子音）の文字のベータ、デルタ、クサイ、オミクロンは使われなかった。さらに使われる文字は時代が進むにつれて減少し、紀元前250年ごろには26文字中の19文字のみが実際に使われた。
また地域により文字の使われ方は異なっていた。南方では/k/を後続する母音によって、𐌂、Κ、Ϙ の3文字で書き分けた。また/s/をシグマで（地域によってはΧで）、/ʃ/をサンで表していた。これに対して北方では/k/を主にカッパで表し、南方とは逆に/s/をサン、/ʃ/をシグマで表した。後にカッパとコッパは使われなくなり、残ったガンマによって/k/を表した。
Ϝ は西方ギリシア文字と同じく v /w/ の発音を表した。子音/f/の表記は当初 ϜとΗを組み合わせてϜΗ（場合によりΗϜ）と書いた。その後、北方エトルリアで子音/f/を表す新たな文字()が作られ追加され、後に南方へも広まった。
| アルファベット表 | 𐌀 | 𐌁 | 𐌂   | 𐌃 | 𐌄 | 𐌅 | 𐌆 | 𐌇 | 𐌈  | 𐌉 | 𐌊 | 𐌋 | 𐌌 | 𐌍 | 𐌎 | 𐌏 | 𐌐 | 𐌑 | 𐌒 | 𐌓 | 𐌔 | 𐌕 | 𐌖 | 𐌗 | 𐌘  | 𐌙  |   |
| 初期南方         | 𐌀 |   | 𐌂   |   | 𐌄 | 𐌅 | 𐌆 | 𐌇 | 𐌈  | 𐌉 | 𐌊 | 𐌋 | 𐌌 | 𐌍 |   |   | 𐌐 | 𐌑 | 𐌒 | 𐌓 | 𐌔 | 𐌕 | 𐌖 | 𐌗 | 𐌘  | 𐌙  |   |
| 後期             | 𐌀 |   | 𐌂   |   | 𐌄 | 𐌅 | 𐌆 | 𐌇 | 𐌈  | 𐌉 |   | 𐌋 | 𐌌 | 𐌍 |   |   | 𐌐 | 𐌑 |   | 𐌓 | 𐌔 | 𐌕 | 𐌖 |   | 𐌘  | 𐌙  | 𐌚 |
| 翻字             | a | b | c/g | d | e | v | z | h | th | i | k | l | m | n | š | o | p | ś | q | r | s | t | u | ṡ | ph | kh | f |

### オスク語
オスク語はいくつかの異なる文字で記されたが、紀元前6世紀のエトルリア文字を借用し、これに変形を加えたものが主に使われた。オスク文字では有気音の文字やサン（𐌈 𐌑 𐌘 𐌙）は使われなかったが、有声音の文字（𐌁 𐌂 𐌃）は使われ、/k/はカッパで表された。また、エトルリア語にない2つの母音の表記のためにΙとΥを変形した2つの文字が追加された（𐌝 𐌞、í úと翻字される）。

### ウンブリア語
ウンブリア語の文字は地域によって違いがある。イグウィウムの青銅板は北方エトルリア系の文字と共和制ローマの文字で書かれているが、前者ではガンマとオミクロンが存在せず、Κで/k ɡ/の両方を表し、Υで/o u/の両方を表す。ベータとデルタは存在するものの、デルタ（左右逆のP（）のように書かれる）は一種の摩擦音を表し（řと翻字される）、/b/はΒとΠの両方が使用される。またウンブリア語固有の無声摩擦音（çと翻字される）を表すために、ラテン文字の小文字のdに似た文字（）を使用する。

### 南ピケヌム語
南ピケヌム語の文字はエトルリア文字によく似ているが、ピリオドやコロンに似た字があり、それぞれ/o/と/f/を表す。後者と区別するために、単語の区切りには3つの点を使うことが一般的に行われる。

### ファリスク語・古ラテン語
ファリスク語と古ラテン語の文字もエトルリア文字アルファベット表に由来する。最初期のラテン文字アルファベット表は以下の21文字。X /ks/ は用いたが、ラテン語に不要な音を表す 𐌈, 𐌎, 𐌑, 𐌘, 𐌙 は取り除かれた。
| 𐌀 | 𐌁 | 𐌂 | 𐌃 | 𐌄 | 𐌅 | 𐌆 | 𐌇 | 𐌉 | 𐌊 | 𐌋 | 𐌌 | 𐌍 | 𐌏 | 𐌐 | 𐌒 | 𐌓 | 𐌔 | 𐌕 | 𐌖 | 𐌗 |
| A | B | C | D | E | F | Z | H | I | K | L | M | N | O | P | Q | R | S | T | U | X |

エトルリア語では使われなかった B, D, O も、ラテン語とファリスク語では使われた。𐌂 の発音はエトルリア語を受け継いだ /k/ と元来の有声子音/ɡ/ の二種類を表した。/k/は後続する母音によって、𐌂・𐌊・𐌒  を使い分けた（南方エトルリア文字と同様）。
ラテン語の /f/ の発音は最初期には FH と表したが（初期のエトルリア語と同様）、その後、F の一文字で表すようになった。
ラテン語には Z（/z/の発音）は本来不要だったが当初のラテン語アルファベット表には残された。しかし後に不要として取り除かれ、その位置には代わりに文字 C から新たに作られた G /g/ が置かれた。またその後紀元前1世紀になってギリシア語からの借用語の発音表記に用いる Y と Z が再導入され、アルファベット表の末尾（X の後ろ）に追加された。
ファリスク文字のAの字形はラテン文字のRによく似ている。ファリスク語では Z は使われたが、BとQはあまり使われず、また新たな文字（）が作られた。

### 北イタリア諸言語
イタリア北部のウェネティ語、ラエティア語、レポント語、ガリア語、古代リグリア語でも北方エトルリア系の文字が使用された。北方エトルリア文字と同様に、有声音の文字は使われない。ラエティア文字にはt'と翻字される特別の文字がある。ウェネティ文字は角張っていて、摩擦音化した/b d ɡ/をΦ Ζ Χで表し、また音節の区切りを表記する点に特徴がある。

## Unicode
Unicodeバージョン3.1（2001年）で古イタリア文字のブロックが追加多言語面のU+10300 - U+1032Fに追加された。字体はマルシリアーナで発見された紀元前7世紀のアルファベット表、およびその他のいくつかのアルファベット表をもとにしている。その後、2014年のバージョン7.0で1文字、2017年のバージョン10.0で3文字が追加された。エトルリア語、ファリスク語、オスク語、ウンブリア語、北ピケヌム語、南ピケヌム語、ウェネティ語、ラエティア語、レポント語、ガリア語、古代リグリア語を適用範囲とする。
| U+    | 0 | 1 | 2 | 3 | 4 | 5 | 6 | 7 | 8 | 9 | A | B | C | D | E | F |
| ----- | - | - | - | - | - | - | - | - | - | - | - | - | - | - | - | - |
| 10300 | 𐌀 | 𐌁 | 𐌂 | 𐌃 | 𐌄 | 𐌅 | 𐌆 | 𐌇 | 𐌈 | 𐌉 | 𐌊 | 𐌋 | 𐌌 | 𐌍 | 𐌎 | 𐌏 |
| 10310 | 𐌐 | 𐌑 | 𐌒 | 𐌓 | 𐌔 | 𐌕 | 𐌖 | 𐌗 | 𐌘 | 𐌙 | 𐌚 | 𐌛 | 𐌜 | 𐌝 | 𐌞 | 𐌟 |
| 10320 | 𐌠 | 𐌡 | 𐌢 | 𐌣 |   |   |   |   |   |   |   |   |   | 𐌭 | 𐌮 | 𐌯 |

### 対応する西方ギリシャ文字
|  | 0 | 1 | 2 | 3 | 4 | 5 | 6 | 7 | 8 | 9 | A | B | C | D | E | F |
|  | - | - | - | - | - | - | - | - | - | - | - | - | - | - | - | - |
|  |   |   |   |   |   |   |   |   |   |   |   |   |   |   |   |   |
|  |   |   |   |   |   |   |   |   |   |   |   |   |   |   |   |   |